# Derby Warszawy w piłce nożnej
Derby Warszawy – derby piłkarskie, w których uczestniczą kluby ze stolicy Polski, Warszawy.

## Derby Polonia – Legia
Początek derbów pomiędzy Polonią Warszawa a Legią Warszawa datuje się na rok 1921. Do chwili obecnej w bezpośrednich pojedynkach jest remis wygranych meczów 29 - 29.

### Kluby
| Opis porównawczy klubów | Opis porównawczy klubów | Opis porównawczy klubów | Opis porównawczy klubów |
| --- | --- | --- | --- |
| Polonia Warszawa | | | Legia Warszawa |
| 1911, Warszawa | rok i miejsce założenia | rok i miejsce założenia | 1916, Kościuchnówka na Wołyniu |
| 2 (w tym pierwsze powojenne mistrzostwo - 1946) | Mistrzostwa Polski | Mistrzostwa Polski | 15 |
| 2 | Puchary Polski | Puchary Polski | 20 |
| 1 | Superpuchary Polski | Superpuchary Polski | 5 |
| 1 | Puchary Ligi | Puchary Ligi | 1 |
| 31 | liczba sezonów w Ekstraklasie | liczba sezonów w Ekstraklasie | 88 |
| 8 | liczba sezonów w nieligowych mistrzostwach Polski | liczba sezonów w nieligowych mistrzostwach Polski | 1 |
| 14. | miejsce w tabeli wszech czasów Ekstraklasy | miejsce w tabeli wszech czasów Ekstraklasy | 1. |
| 21 sierpnia 1921 1:0 z Wartą Poznań | debiut w rozgrywkach o mistrzostwo Polski | debiut w rozgrywkach o mistrzostwo Polski | 3 kwietnia 1927 1:4 z Warszawianką |
| 3 kwietnia 1927 3:4 z TKS Toruń | debiut w Ekstraklasie | debiut w Ekstraklasie | 3 kwietnia 1927 1:4 z Warszawianką |
| 1 | królowie strzelców Ekstraklasy | królowie strzelców Ekstraklasy | 13 |
| I liga | obecny poziom ligowy (2024/2025) | obecny poziom ligowy (2024/2025) | Ekstraklasa |
| Stadion Polonii Warszawa im. gen. K. Sosnkowskiego | stadion | stadion | Stadion Miejski Legii Warszawa im. Marsz. J. Piłsudskiego |
| [ 1 ] | współzałożyciel PZPN | współzałożyciel PZPN | |
| | współzałożyciel Ekstraklasy | | |
| dodatkowe informacje: | | | |
| - Polonia Warszawa to najstarszy wciąż istniejący warszawski klub piłkarski. - Inicjatorem założenia Polonii był Wacław Denhoff-Czarnocki – zawodnik najstarszego klubu Warszawy: Korony Warszawa. Był także pomysłodawcą nazwy. - Pierwszym meczem Polonii było spotkanie z Koroną Warszawa w 1911 roku. - Formalnej rejestracji Polonii dokonano w 1915, niecałe cztery lata po założeniu klubu. Wcześniej było to niemożliwe z powodu represji carskich. - Pierwszy mecz z klubem zagranicznym Polonia rozegrała w 1917 – z Magyar AC ze stolicy Węgier, Budapesztu. - Z powodu rozłamu w Polonii w 1921 powstał trzeci ligowy zespół Warszawy okresu międzywojennego: Warszawianka. Barwy i stroje nowego klubu nawiązywały do strojów Polonii sprzed 1913. - Stadion Polonii Warszawa, na którym klub rozgrywa mecze do dziś, został otwarty 30 września 1928. Pierwszy rozegrany tu mecz ligowy to pojedynek Polonii z Wisłą Kraków. Stadion wraz z siedzibą klubu mieści się na Nowym Mieście. - Obecne barwy Polonii obowiązują od 1913 roku, pierwszy herb pochodzi z 1912, stał się podstawą dla herbu przyjętego w 1933 roku, obowiązującego z przerwami do dziś. Polonia powróciła do najstarszego herbu na lata 2013-2015. Czerwień wśród barw symbolizuje polskość. - Polonia jest jednym z dwóch (obok Warty Poznań) klubów, które wzięły udział we wszystkich nieligowych mistrzostwach Polski. - Polonia jako pierwszy warszawski klub zdobyła medal mistrzostw Polski (1921), mistrzostwo Polski (1946), Puchar Polski (1952) i Puchar Ligi (2000). | - Polonia Warszawa to najstarszy wciąż istniejący warszawski klub piłkarski. - Inicjatorem założenia Polonii był Wacław Denhoff-Czarnocki – zawodnik najstarszego klubu Warszawy: Korony Warszawa. Był także pomysłodawcą nazwy. - Pierwszym meczem Polonii było spotkanie z Koroną Warszawa w 1911 roku. - Formalnej rejestracji Polonii dokonano w 1915, niecałe cztery lata po założeniu klubu. Wcześniej było to niemożliwe z powodu represji carskich. - Pierwszy mecz z klubem zagranicznym Polonia rozegrała w 1917 – z Magyar AC ze stolicy Węgier, Budapesztu. - Z powodu rozłamu w Polonii w 1921 powstał trzeci ligowy zespół Warszawy okresu międzywojennego: Warszawianka. Barwy i stroje nowego klubu nawiązywały do strojów Polonii sprzed 1913. - Stadion Polonii Warszawa, na którym klub rozgrywa mecze do dziś, został otwarty 30 września 1928. Pierwszy rozegrany tu mecz ligowy to pojedynek Polonii z Wisłą Kraków. Stadion wraz z siedzibą klubu mieści się na Nowym Mieście. - Obecne barwy Polonii obowiązują od 1913 roku, pierwszy herb pochodzi z 1912, stał się podstawą dla herbu przyjętego w 1933 roku, obowiązującego z przerwami do dziś. Polonia powróciła do najstarszego herbu na lata 2013-2015. Czerwień wśród barw symbolizuje polskość. - Polonia jest jednym z dwóch (obok Warty Poznań) klubów, które wzięły udział we wszystkich nieligowych mistrzostwach Polski. - Polonia jako pierwszy warszawski klub zdobyła medal mistrzostw Polski (1921), mistrzostwo Polski (1946), Puchar Polski (1952) i Puchar Ligi (2000). | - Legia Warszawa to pierwszy polski wojskowy klub piłkarski. - Inicjatorem założenia Legii był Zygmunt Wasserab – były zawodnik jednego z najstarszych polskich klubów: Pogoni Stryj. Pomysłodawcą nazwy był Stanisław Mielech – zawodnik najstarszego nieprzerwanie istniejącego polskiego klubu piłkarskiego: Cracovii. - Pierwszym meczem Legii w Warszawie, jeszcze jako drużyny Legionów Polskich, było spotkanie z Polonią w 1917 roku. - Legia została reaktywowana jako klub warszawski w 1920, niecałe cztery lata po jej powstaniu na Wołyniu. - Pierwszy mecz z klubem zagranicznym Legia rozegrała w maju 1922 – z Viktorią Žižkov ze stolicy Czechosłowacji, Pragi. - W 1922 do Legii został przyłączony najstarszy klub piłkarski Warszawy: Korona Warszawa. Zieleń w barwach Legii jest zaczerpnięta z Korony. - Stadion Wojska Polskiego, na którym Legia rozgrywa mecze do dziś, został otwarty 9 sierpnia 1930. Pierwszy rozegrany tu mecz ligowy to pojedynek Warszawianki z ŁKS-em. Stadion wraz z siedzibą klubu mieści się na Powiślu. - Najstarszy herb pochodzi z 1916 roku. Od 1917 posługiwano się (z przerwami) barwami i herbem, inspirowanymi Czarnymi Lwów. Tenże herb wzbogacano nowymi barwami w latach 1926 i 1957 (kolorystyka obowiązująca do dziś). Legia powróciła do najstarszego herbu na lata 2007-2010. Czerwień wśród barw symbolizuje polskość. Tworząc statut klubu w 1922 czerpano wzorce z lokalnego rywala Czarnych: Pogoni Lwów. - Legia jest jedynym klubem, który wziął udział we wszystkich sezonach Ekstraklasy zorganizowanych po II wojnie światowej. - Legia jako pierwszy warszawski klub zdobyła medal polskiej Ligi (1928) i Superpuchar Polski (1989). | - Legia Warszawa to pierwszy polski wojskowy klub piłkarski. - Inicjatorem założenia Legii był Zygmunt Wasserab – były zawodnik jednego z najstarszych polskich klubów: Pogoni Stryj. Pomysłodawcą nazwy był Stanisław Mielech – zawodnik najstarszego nieprzerwanie istniejącego polskiego klubu piłkarskiego: Cracovii. - Pierwszym meczem Legii w Warszawie, jeszcze jako drużyny Legionów Polskich, było spotkanie z Polonią w 1917 roku. - Legia została reaktywowana jako klub warszawski w 1920, niecałe cztery lata po jej powstaniu na Wołyniu. - Pierwszy mecz z klubem zagranicznym Legia rozegrała w maju 1922 – z Viktorią Žižkov ze stolicy Czechosłowacji, Pragi. - W 1922 do Legii został przyłączony najstarszy klub piłkarski Warszawy: Korona Warszawa. Zieleń w barwach Legii jest zaczerpnięta z Korony. - Stadion Wojska Polskiego, na którym Legia rozgrywa mecze do dziś, został otwarty 9 sierpnia 1930. Pierwszy rozegrany tu mecz ligowy to pojedynek Warszawianki z ŁKS-em. Stadion wraz z siedzibą klubu mieści się na Powiślu. - Najstarszy herb pochodzi z 1916 roku. Od 1917 posługiwano się (z przerwami) barwami i herbem, inspirowanymi Czarnymi Lwów. Tenże herb wzbogacano nowymi barwami w latach 1926 i 1957 (kolorystyka obowiązująca do dziś). Legia powróciła do najstarszego herbu na lata 2007-2010. Czerwień wśród barw symbolizuje polskość. Tworząc statut klubu w 1922 czerpano wzorce z lokalnego rywala Czarnych: Pogoni Lwów. - Legia jest jedynym klubem, który wziął udział we wszystkich sezonach Ekstraklasy zorganizowanych po II wojnie światowej. - Legia jako pierwszy warszawski klub zdobyła medal polskiej Ligi (1928) i Superpuchar Polski (1989). |

### Zestawienie spotkań
| Lp. | Data                 | Gospodarz                         | Zwycięzca | Rozgrywki                   | Wynik | Bilans             |
| --- | -------------------- | --------------------------------- | --------- | --------------------------- | ----- | ------------------ |
| 1   | 10 czerwca 1921      | Legia Warszawa - Polonia Warszawa | Polonia   | Klasa „A” - Warszawa        | 0:8   | 1-0-0 (8:0)        |
| 2   | 17 czerwca 1921      | Polonia Warszawa - Legia Warszawa | Polonia   | Klasa „A” - Warszawa        | 5:0   | 2-0-0 (13:0)       |
| 3   | 1 kwietnia 1922      | Polonia Warszawa - Legia Warszawa | Polonia   | Klasa „A” - Warszawa        | 3:2   | 3-0-0 (16:2)       |
| 4   | 10 maja 1922         | Legia Warszawa - Polonia Warszawa | –         | Klasa „A” - Warszawa        | 1:1   | 3-1-0 (17:3)       |
| 5   | 22 kwietnia 1923     | Polonia Warszawa - Legia Warszawa | Polonia   | Klasa „A” - Warszawa        | 2:0   | 4-1-0 (19:3)       |
| 6   | 12 maja 1923         | Legia Warszawa - Polonia Warszawa | Legia     | Klasa „A” - Warszawa        | 1:0   | 4-1-1 (19:4)       |
| 7   | 12 października 1924 | Legia Warszawa - Polonia Warszawa | Legia     | Klasa „A” - Warszawa        | 2:1   | 4-1-2 (20:6)       |
| 8   | 25 października 1924 | Polonia Warszawa - Legia Warszawa | Polonia   | Klasa „A” - Warszawa        | 4:3   | 5-1-2 (24:9)       |
| 9   | 11 kwietnia 1926     | Polonia Warszawa - Legia Warszawa | Polonia   | Klasa „A” - Warszawa        | 6:1   | 6-1-2 (30:10)      |
| 10  | 13 czerwca 1926      | Legia Warszawa - Polonia Warszawa | Polonia   | Klasa „A” - Warszawa        | 2:3   | 7-1-2 (33:12)      |
| 11  | 10 kwietnia 1927     | Legia Warszawa - Polonia Warszawa | –         | Liga                        | 2:2   | 7-2-2 (35:14)      |
| 12  | 6 listopada 1927     | Polonia Warszawa - Legia Warszawa | Polonia   | Liga                        | 2:1   | 8-2-2 (37:15)      |
| 13  | 21 czerwca 1928      | Polonia Warszawa - Legia Warszawa | Polonia   | Liga                        | 4:3   | 9-2-2 (41:18)      |
| 14  | 11 listopada 1928    | Legia Warszawa - Polonia Warszawa | Legia     | Liga                        | 3:0   | 9-2-3 (41:21)      |
| 15  | 19 maja 1929         | Legia Warszawa - Polonia Warszawa | Legia     | Liga                        | 3:2   | 9-2-4 (43:24)      |
| 16  | 8 września 1929      | Polonia Warszawa - Legia Warszawa | –         | Liga                        | 2:2   | 9-3-4 (45:26)      |
| 17  | 20 czerwca 1930      | Polonia Warszawa - Legia Warszawa | Polonia   | Liga                        | 3:1   | 10-3-4 (48:27)     |
| 18  | 5 października 1930  | Legia Warszawa - Polonia Warszawa | Legia     | Liga                        | 8:4   | 10-3-5 (52:35)     |
| 19  | 20 czerwca 1931      | Legia Warszawa - Polonia Warszawa | Legia     | Liga                        | 8:1   | 10-3-6 (53:43)     |
| 20  | 13 września 1931     | Polonia Warszawa - Legia Warszawa | –         | Liga                        | 1:1   | 10-4-6 (54:44)     |
| 21  | 14 maja 1932         | Polonia Warszawa - Legia Warszawa | Legia     | Liga                        | 1:5   | 10-4-7 (55:49)     |
| 22  | 13 listopada 1932    | Legia Warszawa - Polonia Warszawa | Polonia   | Liga                        | 0:1   | 11-4-7 (56:49)     |
| 23  | 2 kwietnia 1934      | Legia Warszawa - Polonia Warszawa | Polonia   | Liga                        | 1:2   | 12-4-7 (58:50)     |
| 24  | 2 września 1934      | Polonia Warszawa - Legia Warszawa | Legia     | Liga                        | 0:1   | 12-4-8 (58:51)     |
| 25  | 9 czerwca 1935       | Polonia Warszawa - Legia Warszawa | Polonia   | Liga                        | 1:0   | 13-4-8 (59:51)     |
| 26  | 25 sierpnia 1935     | Legia Warszawa - Polonia Warszawa | –         | Liga                        | 1:1   | 13-5-8 (60:52)     |
| 27  | 6 maja 1937          | Legia Warszawa - Polonia Warszawa | Polonia   | Klasa „A” - Warszawa        | 1:6   | 14-5-8 (66:53)     |
| 28  | 7 października 1945  | Legia Warszawa - Polonia Warszawa | Polonia   | Mistrzostwa WOZPN           | 0:2   | 15-5-8 (68:53)     |
| 29  | 28 października 1945 | Polonia Warszawa - Legia Warszawa | –         | Mistrzostwa WOZPN           | 2:2   | 15-6-8 (70:55)     |
| 30  | 30 maja 1946         | Legia Warszawa - Polonia Warszawa | Polonia   | Klasa „A” - Warszawa        | 0:1   | 16-6-8 (71:55)     |
| 31  | 14 czerwca 1946      | Polonia Warszawa - Legia Warszawa | Polonia   | Klasa „A” - Warszawa        | 6:3   | 17-6-8 (77:58)     |
| 32  | 3 czerwca 1948       | Legia Warszawa - Polonia Warszawa | Legia     | Liga                        | 1:0   | 17-6-9 (77:59)     |
| 33  | 9 września 1948      | Polonia Warszawa - Legia Warszawa | Polonia   | Liga                        | 1:0   | 18-6-9 (78:59)     |
| 34  | 26 maja 1949         | Legia Warszawa - Polonia Warszawa | Polonia   | I Liga                      | 0:2   | 19-6-9 (80:59)     |
| 35  | 15 września 1949     | Polonia Warszawa - Legia Warszawa | Polonia   | I Liga                      | 2:1   | 20-6-9 (82:60)     |
| 36  | 22 czerwca 1950      | Legia Warszawa - Polonia Warszawa | –         | I Liga                      | 2:2   | 20-7-9 (84:62)     |
| 37  | 10 września 1950     | Polonia Warszawa - Legia Warszawa | Polonia   | I Liga                      | 2:1   | 21-7-9 (86:63)     |
| 38  | 13 maja 1951         | Polonia Warszawa - Legia Warszawa | –         | Puchar Polski, 1/8          | 2:2   | 21-8-9 (88:65)     |
| 39  | 7 czerwca 1951       | Legia Warszawa - Polonia Warszawa | Legia     | I Liga                      | 1:0   | 21-8-10 (88:66)    |
| 40  | 28 czerwca 1951      | Legia Warszawa - Polonia Warszawa | Polonia   | Puchar Polski, 1/8 powtórka | 0:3   | 22-8-10 (91:66)    |
| 41  | 2 września 1951      | Polonia Warszawa - Legia Warszawa | Legia     | I Liga                      | 1:2   | 22-8-11 (92:68)    |
| 42  | 21 grudnia 1952      | Legia Warszawa - Polonia Warszawa | Polonia   | Puchar Polski Finał         | 0:1   | 23-8-11 (93:68)    |
| 43  | 2 czerwca 1955       | Legia Warszawa - Polonia Warszawa | Legia     | Puchar Polski, 1/4          | 2:1   | 23-8-12 (94:70)    |
| 44  | 6 listopada 1993     | Legia Warszawa - Polonia Warszawa | Legia     | I Liga                      | 2:1   | 23-8-13 (95:72)    |
| 45  | 11 czerwca 1994      | Polonia Warszawa - Legia Warszawa | Legia     | I Liga                      | 1:2   | 23-8-14 (96:74)    |
| 46  | 15 września 1996     | Legia Warszawa - Polonia Warszawa | Legia     | I Liga                      | 3:0   | 23-8-15 (96:77)    |
| 47  | 19 kwietnia 1997     | Polonia Warszawa - Legia Warszawa | –         | I Liga                      | 1:1   | 23-9-15 (97:78)    |
| 48  | 3 września 1997      | Polonia Warszawa - Legia Warszawa | –         | I Liga                      | 1:1   | 23-10-15 (98:79)   |
| 49  | 8 kwietnia 1998      | Legia Warszawa - Polonia Warszawa | –         | I Liga                      | 1:1   | 23-11-15 (99:80)   |
| 50  | 14 listopada 1998    | Polonia Warszawa - Legia Warszawa | –         | I Liga                      | 0:0   | 23-12-15 (99:80)   |
| 51  | 29 maja 1999         | Legia Warszawa - Polonia Warszawa | Legia     | I Liga                      | 3:0   | 23-12-16 (99:83)   |
| 52  | 24 października 1999 | Polonia Warszawa - Legia Warszawa | –         | I Liga                      | 1:1   | 23-13-16 (100:84)  |
| 53  | 24 kwietnia 2000     | Legia Warszawa - Polonia Warszawa | Polonia   | Puchar Ligi, Finał          | 1:2   | 24-13-16 (102:85)  |
| 54  | 20 maja 2000         | Legia Warszawa - Polonia Warszawa | Polonia   | I Liga                      | 0:3   | 25-13-16 (105:85)  |
| 55  | 17 września 2000     | Polonia Warszawa - Legia Warszawa | –         | I Liga                      | 0:0   | 25-14-16 (105:85)  |
| 56  | 2 maja 2001          | Legia Warszawa - Polonia Warszawa | Legia     | I Liga                      | 1:0   | 25-14-17 (105:86)  |
| 57  | 25 listopada 2001    | Polonia Warszawa - Legia Warszawa | –         | I Liga                      | 0:0   | 25-15-17 (105:86)  |
| 58  | 5 kwietnia 2002      | Legia Warszawa - Polonia Warszawa | Legia     | I Liga                      | 3:0   | 25-15-18 (105:89)  |
| 59  | 7 października 2002  | Legia Warszawa - Polonia Warszawa | Legia     | I Liga                      | 4:1   | 25-15-19 (106:93)  |
| 60  | 4 maja 2003          | Polonia Warszawa - Legia Warszawa | Legia     | I Liga                      | 0:1   | 25-15-20 (106:94)  |
| 61  | 24 sierpnia 2003     | Polonia Warszawa - Legia Warszawa | Legia     | I Liga                      | 0:1   | 25-15-21 (106:95)  |
| 62  | 27 marca 2004        | Legia Warszawa - Polonia Warszawa | Legia     | I Liga                      | 7:2   | 25-15-22 (108:102) |
| 63  | 5 listopada 2004     | Legia Warszawa - Polonia Warszawa | Legia     | I Liga                      | 4:1   | 25-15-23 (109:106) |
| 64  | 25 maja 2005         | Polonia Warszawa - Legia Warszawa | Legia     | I Liga                      | 0:5   | 25-15-24 (109:111) |
| 65  | 23 września 2005     | Legia Warszawa - Polonia Warszawa | Legia     | I Liga                      | 1:0   | 25-15-25 (109:112) |
| 66  | 9 kwietnia 2006      | Polonia Warszawa - Legia Warszawa | Legia     | I Liga                      | 0:2   | 25-15-26 (109:114) |
| 67  | 8 sierpnia 2008      | Legia Warszawa - Polonia Warszawa | –         | Ekstraklasa                 | 2:2   | 25-16-26 (111:116) |
| 68  | 2 września 2008      | Polonia Warszawa - Legia Warszawa | Polonia   | Puchar Ligi, faza grupowa   | 3:0   | 26-16-26 (114:116) |
| 69  | 14 października 2008 | Legia Warszawa - Polonia Warszawa | Legia     | Puchar Ligi, faza grupowa   | 4:0   | 26-16-27 (114:120) |
| 70  | 27 lutego 2009       | Polonia Warszawa - Legia Warszawa | –         | Ekstraklasa                 | 0:0   | 26-17-27 (114:120) |
| 71  | 20 listopada 2009    | Legia Warszawa - Polonia Warszawa | –         | Ekstraklasa                 | 1:1   | 26-18-27 (115:121) |
| 72  | 11 maja 2010         | Polonia Warszawa - Legia Warszawa | Polonia   | Ekstraklasa                 | 1:0   | 27-18-27 (116:121) |
| 73  | 13 sierpnia 2010     | Polonia Warszawa - Legia Warszawa | Polonia   | Ekstraklasa                 | 3:0   | 28-18-27 (119:121) |
| 74  | 6 marca 2011         | Legia Warszawa - Polonia Warszawa | Legia     | Ekstraklasa                 | 1:0   | 28-18-28 (119:122) |
| 75  | 18 września 2011     | Polonia Warszawa - Legia Warszawa | Polonia   | Ekstraklasa                 | 2:1   | 29-18-28 (121:123) |
| 76  | 16 marca 2012        | Legia Warszawa - Polonia Warszawa | –         | Ekstraklasa                 | 0:0   | 29-19-28 (121:123) |
| 77  | 21 września 2012     | Legia Warszawa - Polonia Warszawa | –         | Ekstraklasa                 | 1:1   | 29-20-28 (122:124) |
| 78  | 30 marca 2013        | Polonia Warszawa - Legia Warszawa | Legia     | Ekstraklasa                 | 1:2   | 29-20-29 (123:126) |

### Puchar Ligi
Finał Pucharu Ligi Polskiej w sezonie 1999/2000
| 25 kwietnia 2000 20:00 CET | Legia Warszawa · Czereszewski 38' (k) | 1:2(1:1) | Polonia Warszawa · Gołaszewski 34' · Boldt 90' | Stadion Wojska Polskiego Warszawa, Polska Widzów: 10,000 Sędzia: Andrzej Czyżniewski |
|                            |                                       |          |                                                |                                                                                      |

### Puchar Ekstraklasy
- Grupa D, Puchar Ekstraklasy 2008/2009

Polonia Warszawa - Legia Warszawa 3:0 (wo) (na boisku 1:1 (1:0)) 
Wydział Gier PZPN zweryfikował wynik spotkania jako walkower dla Polonii z powodu gry nieuprawnionych zawodników w drużynie Legii.
| 1 2 września 2008 20:30 | Polonia Warszawa · Krzysztof Gajtkowski 7' | 1:1 | Legia Warszawa · Marcin Smoliński 85' | Stadion Polonii, Warszawa Widzów: 1,500 Sędzia: Piotr Pielak (Warszawa) |
|                         |                                            |     |                                       |                                                                         |

Legia Warszawa - Polonia Warszawa 4:0 (1:0)
| 2 14 października 2008 20.30 | Legia Warszawa · Rocki 5' · Smoliński 56' · Arruabarrena 74' · Astiz 89' | 4:0(1:0) | Polonia Warszawa | Stadion Wojska Polskiego Warszawa, Polska Widzów: 1,500 Sędzia: Jacek Granat (Warszawa) |
|                              |                                                                          |          |                  |                                                                                         |

### Puchar Polski

#### Sezon 1950/1951
- III runda Puchar Polski 1950/1951

Kolejarz Warszawa - CWKS Warszawa 2:2 (1:1), (2:2) dogr. 

Uwaga: Władze komunistyczne zmieniły nazwy klubów na bardziej „socjalistyczne”; dlatego też Polonia funkcjonowała wówczas pod nazwą Kolejarz Warszawa, a drużyna Legii jako CWKS Warszawa.
| 13 maja 1951 | Kolejarz Warszawa · Kobylański 22' · Kobylański 73' | 2:2 (dog.)(1:1) | CWKS Warszawa · Soporek 23' · Janeczek 70' | Stadion Polonii, Warszawa Widzów: 15 000 Sędzia: Cober (Polska) |
|              |                                                     |                 |                                            |                                                                 |

Uwaga: Zgodnie z panującymi ówcześnie regulacjami, mecze nierozstrzygnięte po dogrywce były powtarzane. W związku z tym obie drużyny zagrały ponownie 28 czerwca 1951 roku.
CWKS Warszawa - Kolejarz Warszawa 0:3 (0:1)
| 28 czerwca 1951 | CWKS Warszawa | 0:3(0:1) | Kolejarz Warszawa · Popiołek 13' · Łącz 52' · Strojny 58' | Stadion Wojska Polskiego Warszawa, Polska Widzów: 18 000 Sędzia: Cober (Polska) |
|                 |               |          |                                                           |                                                                                 |

#### Sezon 1952
- Finał Pucharu Polski 1952

| 21 grudnia 1952 | Kolejarz Warszawa · Wesołowski 50' | 1:0(1:0) | CWKS Ib Warszawa | Stadion Wojska Polskiego Warszawa, Polska |
|                 |                                    |          |                  |                                           |

#### Sezon 1954/1955
- Ćwierćfinał Pucharu Polski 1954/1955

Legia Warszawa - Polonia Warszawa 2:1 (2:1)
| 2 czerwca 1955 | Legia Warszawa · Pohl 12' · Kempny 40' | 2:1(2:1) | Polonia Warszawa · Szaliński 1' | Stadion Wojska Polskiego Warszawa, Polska Widzów: 12 000 Sędzia: Franciszek Fronczyk (Polska) |
|                |                                        |          |                                 |                                                                                               |

### Statystyki

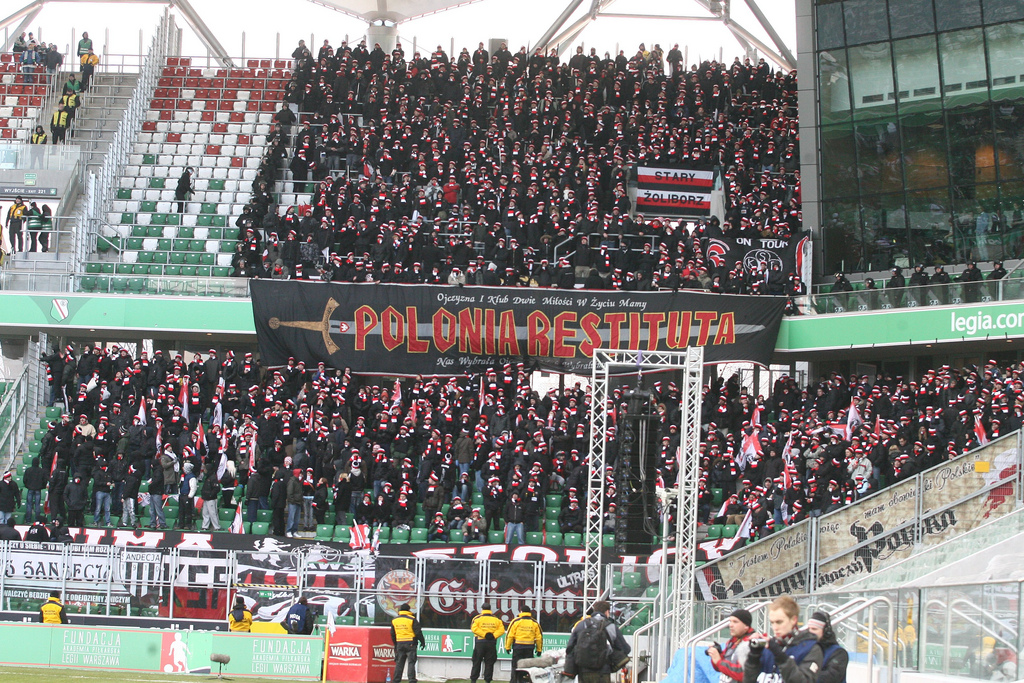
74. derby Warszawy: kibice Polonii na stadionie Legii (2011)

Do tej pory obie drużyny rozegrały 78 oficjalnych spotkań w rozgrywkach ligowych oraz pucharowych.
Stan na 29 lipca 2023
| Rozgrywki                                                                                   | Zwycięstwa Legii | Remisy | Zwycięstwa Polonii | Bramki  |
| ------------------------------------------------------------------------------------------- | ---------------- | ------ | ------------------ | ------- |
| Liga                                                                                        | 25               | 17     | 14                 | 99:61   |
| Klasa A (drugi poziom rozgrywkowy do 1947 - eliminacje mistrzostw Polski lub zaplecze Ligi) | 2                | 2      | 11                 | 50:18   |
| Puchar Polski                                                                               | 1                | 1      | 2                  | 7:4     |
| Puchar Ligi/Puchar Ekstraklasy                                                              | 1                | 0      | 2                  | 5:5     |
| razem                                                                                       | 29               | 20     | 29                 | 126:123 |

#### Mecze, w których gospodarzem była Legia
| Rozgrywki                      | Zwycięstwa Legii | Remisy | Zwycięstwa Polonii | Bramki | Najwyższy rezultat |
| ------------------------------ | ---------------- | ------ | ------------------ | ------ | ------------------ |
| Liga i Klasa A                 | 18               | 9      | 9                  | 71:52  | 1921: 0:8          |
| Puchar Polski                  | 1                | 0      | 2                  | 2:5    | 1951: 0:3          |
| Puchar Ligi/Puchar Ekstraklasy | 1                | 0      | 1                  | 5:2    | 2008: 4:0          |
| Razem                          | 20               | 9      | 12                 | 78:59  | 1921: 0:8          |

#### Mecze, w których gospodarzem była Polonia
| Rozgrywki          | Zwycięstwa Polonii | Remisy | Zwycięstwa Legii | Bramki | Najwyższy rezultat |
| ------------------ | ------------------ | ------ | ---------------- | ------ | ------------------ |
| Liga i Klasa A     | 16                 | 10     | 9                | 59:46  | 1926: 6:1          |
| Puchar Polski      | 0                  | 1      | 0                | 2:2    | 1951: 2:2          |
| Puchar Ekstraklasy | 1                  | 0      | 0                | 3:0    | 2008: 3:0          |
| Razem              | 17                 | 11     | 9                | 64:48  | 1926: 6:1          |

### Informacje dodatkowe
- Derby Warszawy kilkukrotnie miały znaczący wpływ na rozstrzygnięcia polskich rozgrywek:
  - 42. derby, rozegrane 21 grudnia 1952, były zarazem finałem trzeciej edycji Pucharu Polski. Zwyciężyła Polonia, zdobywając swój pierwszy Puchar Polski i drugie znaczące krajowe trofeum po mistrzostwie z 1946, a zarazem pierwszy Puchar Polski i drugie znaczące krajowe trofeum dla Warszawy.
  - Do 49. derbów, rozgrywanych 8 kwietnia 1998 w ramach 23. kolejki I ligi, Legia i Polonia przystępowały z 2. i 3. miejsca w tabeli, a zwycięstwo dawało szansę doścignięcia lidera, którym po 22. kolejce został ŁKS Łódź[10]. W derbach padł remis[11] i ŁKS nie oddał już prowadzenia do końca sezonu. Polonia zakończyła sezon z wicemistrzostwem, a Legia poza podium.
  - 53. derby, rozegrane 25 kwietnia 2000, były zarazem finałem Pucharu Ligi. Zwyciężyła Polonia, zdobywając swój pierwszy Puchar Ligi, a zarazem pierwszy Puchar Ligi dla Warszawy.
  - Zwycięstwo Polonii w 54. derbach na stadionie Legii, 20 maja 2000, zapewniło jej mistrzostwo Polski na dwie kolejki przed końcem ligi[12].
- Najwyższe zwycięstwo derbowe zanotowano w pierwszym meczu Polonii i Legii w oficjalnych rozgrywkach, w którym wygrała Polonia 8:0.
- W 15. derbach (w sezonie 1929) Zygmunt Steuermann z Legii strzelił pierwszego hat tricka derbów na poziomie Ekstraklasy. Legia wygrała 3:2[13].
- Najwięcej goli – 12 – padło w 18. derbach w sezonie 1930. Legia wygrała 8:4.
- Pierwsze wyjazdowe zwycięstwo Legia odniosła w 21. derbach 14 maja 1932.
- 27. derby, rozegrane 6 maja 1937, pozostają jedynymi rozegranymi na zapleczu Ligi. Było to zarazem ostatnie oficjalne spotkanie Polonii i Legii przed II wojną światową. Zwyciężyła Polonia 6:1, po sezonie awansowała do Ligi, Legia wywalczyła awans 10 lat później.
- W okresie międzywojennym derby Warszawy były trzecimi najczęściej rozgrywanymi znaczącymi derbami w Polsce po derbach Krakowa i Lwowa.
- 47. derby, rozegrane 19 kwietnia 1997, przeszły do historii jako płonące derby z powodu pożaru wznieconego przez sympatyków Legii[14].
- W latach 1997–1998 odnotowano najdłuższą serię remisów: 4 spotkania.
- Legia i Polonia nie przegrały żadnych derbów w swoich sezonach mistrzowskich.
- Polonia wygrała oba mecze derbowe rozegrane w ramach finału Pucharu Polski (1952) lub Pucharu Ligi (2000).
- Derby Warszawy są jedynymi derbami, które rozgrywano w Ekstraklasie, w finale Pucharu Polski i w finale Pucharu Ligi.
- W latach 2002–2006 Legia odnotowała rekordową serię dziewięciu zwycięstw z rzędu (bramki: 28:4 dla Legii).

## Derby Gwardia – Legia
Derby Warszawy pomiędzy Gwardią a Legią w lidze odbyły się 46 razy i były rozgrywane w 23 sezonach I ligi z przerwami w latach od 1953 do 1983.
Poza kilkoma wyjątkami, spotkania derbowe były rozgrywane na macierzystych obiektach obu klubów, tj. na Stadionie Gwardii oraz na Stadionie Wojska Polskiego, będącym obiektem domowym Legii. Do 1956 drużyna Legii uczestniczyła w rozgrywkach piłkarskich jako „CWKS Warszawa”.

### I liga
| Sezon     | Data         | Rezultat                  | Gole | Uwagi |
| --------- | ------------ | ------------------------- | --- | --- |
| 1953      | 19 IV 1953   | CWKS – Gwardia 4:0 (2:0)  | Szymborski 9', 77', 90', Gogolewski 14'                                                                    | Widownia: 12 000. |
| 1953      | 26 VII 1953  | Gwardia – CWKS 1:1 (1:1)  | Hachorek 28' / Cehelik 43'                                                                                 | Widownia: 5 000. |
| 1954      | 21 III 1954  | Gwardia – CWKS 1:0 (0:0)  | Jazłowiecki 48'                                                                                            | Widownia: 10 000. |
| 1954      | 28 XI 1954   | CWKS – Gwardia 2:2 (1:1)  | Brychczy 12', Janeczek 80' / Hachorek 2', Brzozowski 49'                                                   | Widownia: 10 000. |
| 1955      | 17 IV 1955   | Gwardia – CWKS 1:5 (0:2)  | Hachorek 76' / Brychczy 20', 64, 80' 81', Kempny 32'                                                       | Formalnie gospodarzem Gwardia, lecz mecz na Stadionie Wojska Polskiego (obiekt Legii). Widownia: 30 000.                                      |
| 1955      | 17 VIII 1955 | CWKS – Gwardia 2:3 (0:2)  | Kowal 58', Brychczy 85' / Hachorek 6', 23', Baszkiewicz 77'                                                | Formalnie gospodarzem Legia, lecz mecz na stadionie Gwardii. Widownia: 15 000.                                                                |
| 1956      | 22 IV 1956   | Gwardia – CWKS 1:1 (1:1)  | Wiśniewski (g.) 35' / Kempny 31'                                                                           | Mecz na stadionie Budowlanych Warszawa. Widownia: 20 000.                                                                                     |
| 1956      | 07 IX 1956   | CWKS – Gwardia 5:1 (1:1)  | Kempny 5', 63', Pol 67', 85', Brychczy 69' / Hachorek 17'                                                  | Widownia: ok. 25-30 000. |
| 1957      | 14 IV 1957   | Legia – Gwardia 4:3 (3:1) | Janeczek 5', Żmudzki 26', Kempny 30', Strzykalski 62' / Lewandowski 8', Hachorek (k.) 51', Baszkiewicz 56' | Widownia: 30 000. |
| 1957      | 24 VIII 1957 | Gwardia – Legia 2:1 (2:0) | Hachorek 32', (k.) 35' / Brychczy (k.) 50'                                                                 | Widownia: 15 000 lub 25 000. Gwardia przez około godzinę gry grała w dziesięciu, po tym jak plac gry opuścił Szarzyński z kontuzją obojczyka. |
| 1958      | 30 III 1958  | Gwardia – Legia 5:1 (3:1) | Brzozowski 13', Gawroński (g.) 24, Baszkiewicz 30', Hachorek (k.) 68', Szarzyński 90' / Brychczy 16'       | Widownia: 10 000 lub 20 000. |
| 1958      | 03 VIII 1958 | Legia – Gwardia 1:2 (1:0) | Brychczy 3' / Brzozowski 53', Baszkiewicz 86'                                                              | Widownia: ok. 20-25 000. Transmisja meczu w TVP2.                                                                                             |
| 1959      | 26 IV 1959   | Legia – Gwardia 0:0       | | Widownia: 30 000. |
| 1959      | 13 IX 1959   | Gwardia – Legia 3:1 (1:0) | Lewandowski (g.) 42', Hachorek 50', 63' / Boguszewski 58'                                                  | Widownia: 20 000. |
| 1960      | 01 VI 1960   | Legia – Gwardia 3:2 (2:1) | Woźniak (w.) 9', Brychczy 21', Gadecki 47' / Wiśniewski (w.) 35', Baszkiewicz 55'                          | Widownia: 20 000. |
| 1960      | 16 X 1960    | Gwardia – Legia 4:1 (3:1) | Hachorek 33', Lewandowski (g.) 35', Gawroński 37', 67' / Nowara (g.) 12'                                   | Widownia: 7 000. |
| 1962      | 29 IV 1962   | Legia – Gwardia 1:0 (0:0) | Błażejewski (g.) 87'                                                                                       | Widownia: 20 000. |
| 1962      | 10 VI 1962   | Gwardia – Legia 1:1 (1:1) | Szarzyński 42' / Brychczy 1'                                                                               | Baszkiewicz (G) 44'. Widownia: 15 000. |
| 1962/1963 | 23 IX 1962   | Gwardia – Legia 0:0       | | Na Stadionie Dziesięciolecia. Widownia: 5 000.                                                                                                |
| 1962/1963 | 05 V 1963    | Legia – Gwardia 0:1 (0:1) | Gawroński 24'                                                                                              | Widownia: 12 000. |
| 1963/1964 | 21 VIII 1963 | Legia – Gwardia 1:2 (1:1) | Blaut (g.) 6' / Wyszomirski 39', Marx 61'                                                                  | Widownia: 15 000. |
| 1963/1964 | 05 IV 1964   | Gwardia – Legia 2:4 (1:2) | Troczyński 19', Marx 73' / Brychczy 1', 17', 77', Żmijewski 70'                                            | Widownia: 13 000. |
| 1964/1965 | 04 XI 1964   | Legia – Gwardia 0:1 (0:1) | Szymczak 2'                                                                                                | Mecz zaległy. Rozegrany przy sztucznym świetle. Widownia: 9 000.                                                                              |
| 1964/1965 | 09 V 1965    | Gwardia – Legia 1:1 (1:0) | Tandecki 37' / Brychczy (k.) 78'                                                                           | Na Stadionie Dziesięciolecia. Widownia: 8 000.                                                                                                |
| 1965/1966 | 03 X 1965    | Gwardia – Legia 3:2 (2:1) | Hanke 25', 78', Marx 45' / Apostel 9', Brychczy (w.) 50'                                                   | Na Stadionie Dziesięciolecia. Widownia: 20 000.                                                                                               |
| 1965/1966 | 21 V 1966    | Legia – Gwardia 3:1 (2:0) | Piotrowski (s.) 20', Korzeniowski 44', Brychczy 88' / Hanke 47'                                            | Widownia: 5 000. |
| 1967/1968 | 03 IX 1967   | Gwardia – Legia 1:1 (0:0) | Jurczak (w.) 87' / Żmijewski 62'                                                                           | Widownia: 10 000. |
| 1967/1968 | 07 IV 1968   | Legia – Gwardia 0:0       | | Widownia: 10 000. |
| 1969/1970 | 19 X 1969    | Gwardia – Legia 4:1 (1:0) | Biernacki (k.) 2', Marczak 51', Szymczak 66', 87' / Niedziółka (g.) 55'                                    | Stachurski (L) 70'. Widownia: 6 000. |
| 1969/1970 | 07 VI 1970   | Legia – Gwardia 3:1 (0:1) | Gadocha 59', Małkiewicz 66', Żmijewski 70' / Dawidczyński 31'                                              | Widownia: 12 000. |
| 1970/1971 | 17 X 1970    | Legia – Gwardia 1:0 (1:0) | Stachurski (w.) 73'                                                                                        | Widownia: 12 000. |
| 1970/1971 | 13 VI 1971   | Gwardia – Legia 1:0 (1:0) | Szymczak 36'                                                                                               | Widownia: 15 000. |
| 1971/1972 | 08 IX 1971   | Gwardia – Legia 0:1 (0:1) | Brychczy 37'                                                                                               | Widownia: 10 000. |
| 1971/1972 | 28 V 1972    | Legia – Gwardia 2:0 (1:0) | Cypka 13', Deyna 71'                                                                                       | Widownia: 10 000. |
| 1972/1973 | 24 IX 1972   | Gwardia – Legia 1:0 (1:0) | Szymczak (w.) 14'                                                                                          | Widownia: 5 000. |
| 1972/1973 | 06 V 1973    | Legia – Gwardia 0:0       | | Widownia: 15 000. |
| 1973/1974 | 31 X 1973    | Legia – Gwardia 1:0 (1:0) | Pieszko 19'                                                                                                | Widownia: 10 000. |
| 1973/1974 | 27 IV 1974   | Gwardia – Legia 1:2 (0:1) | Małkiewicz (w.) 70' / Nowak 12', Deyna 61'                                                                 | Widownia: 7 000. |
| 1974/1975 | 12 X 1974    | Legia – Gwardia 0:0       | | Widownia: 15 000. |
| 1974/1975 | 03 V 1975    | Gwardia – Legia 0:6 (0:5) | Dąbrowski 7', 13', 55', Pieszko 21', 35', Kwapisz (g.) 37'                                                 | Widownia: 7 000. |
| 1978/1979 | 12 VIII 1978 | Legia – Gwardia 0:0       | | Widownia: 15 000. |
| 1978/1979 | 25 III 1979  | Gwardia – Legia 0:0       | | Widownia: 12 000. |
| 1981/1982 | 15 VIII 1981 | Legia – Gwardia 2:2 (0:1) | Okoński 67', Majewski 89' / Edward Kowalczyk 44', Dziekanowski 58'                                         | Widownia: 12 000. |
| 1981/1982 | 13 III 1982  | Gwardia – Legia 0:0       | | Widownia: 8 000. |
| 1982/1983 | 26 IX 1982   | Legia – Gwardia 3:1 (0:0) | Miłoszewicz (g.) 73', Turowski 78', 86' / Dziekanowski 63'                                                 | Widownia: 16 000. |
| 1982/1983 | 07 V 1983    | Gwardia – Legia 1:2 (0:1) | Edward Kowalczyk (k.) 85' / Szydłowski (s.) 39', Adamczyk (g.) 82'                                         | Widownia: 8 000. |

| Bilans meczów ligowych rywalizacji Gwardia Warszawa – Legia Warszawa | Bilans meczów ligowych rywalizacji Gwardia Warszawa – Legia Warszawa | Bilans meczów ligowych rywalizacji Gwardia Warszawa – Legia Warszawa | Bilans meczów ligowych rywalizacji Gwardia Warszawa – Legia Warszawa | Bilans meczów ligowych rywalizacji Gwardia Warszawa – Legia Warszawa |
| Liczba meczów                                                        | Zwycięstwa Gwardii                                                   | Remisy                                                               | Zwycięstwa Legii                                                     | Stosunek goli                                                        |
| -------------------------------------------------------------------- | -------------------------------------------------------------------- | -------------------------------------------------------------------- | -------------------------------------------------------------------- | -------------------------------------------------------------------- |
| 46                                                                   | 14                                                                   | 15                                                                   | 17                                                                   | 56:70                                                                |

### Puchar Polski
| Edycja    | Runda       | Data        | Rezultat                  | Gole | Uwagi |
| --------- | ----------- | ----------- | ------------------------- | --- | --- |
| 1953/1954 | 1/2 finału  | 17 VII 1954 | Gwardia – CWKS 2:1 (0:1)  | Hachorek 58', Baszkiewicz 85' / Pol 18' | |
| 1955/1956 | 1/16 finału | 27 XI 1955  | Gwardia – CWKS 1:3 (1:1)  | ? / Brychczy 12', Strzykalski 71', Janeczek 78' | |
| 1964/1965 | 1/4 finału  | 07 III 1965 | Gwardia – CWKS 0:0 d. 0.0 | Na Stadionie Dziesięciolecia. Widownia: 2 000. Wskutek braku rozstrzygnięcia spotkania w regulaminowym czasie 90 minut gry oraz w zarządzonej następnie 30-minutowej dogrywce w wyniku losowania awans uzyskała Legia. | Na Stadionie Dziesięciolecia. Widownia: 2 000. Wskutek braku rozstrzygnięcia spotkania w regulaminowym czasie 90 minut gry oraz w zarządzonej następnie 30-minutowej dogrywce w wyniku losowania awans uzyskała Legia. |
| 1979/1980 | 1/18 finału | 24 X 1979   | Gwardia – CWKS 1:5 (1:2)  | Janeczek (g.) 37' / Kusto 7', 22', 57, 60', Sikorski 54' | Formalnie gospodarzem Gwardia, lecz mecz na Stadionie Wojska Polskiego (obiekt Legii). Widownia: 6 000. |